# Sãotoméprinia

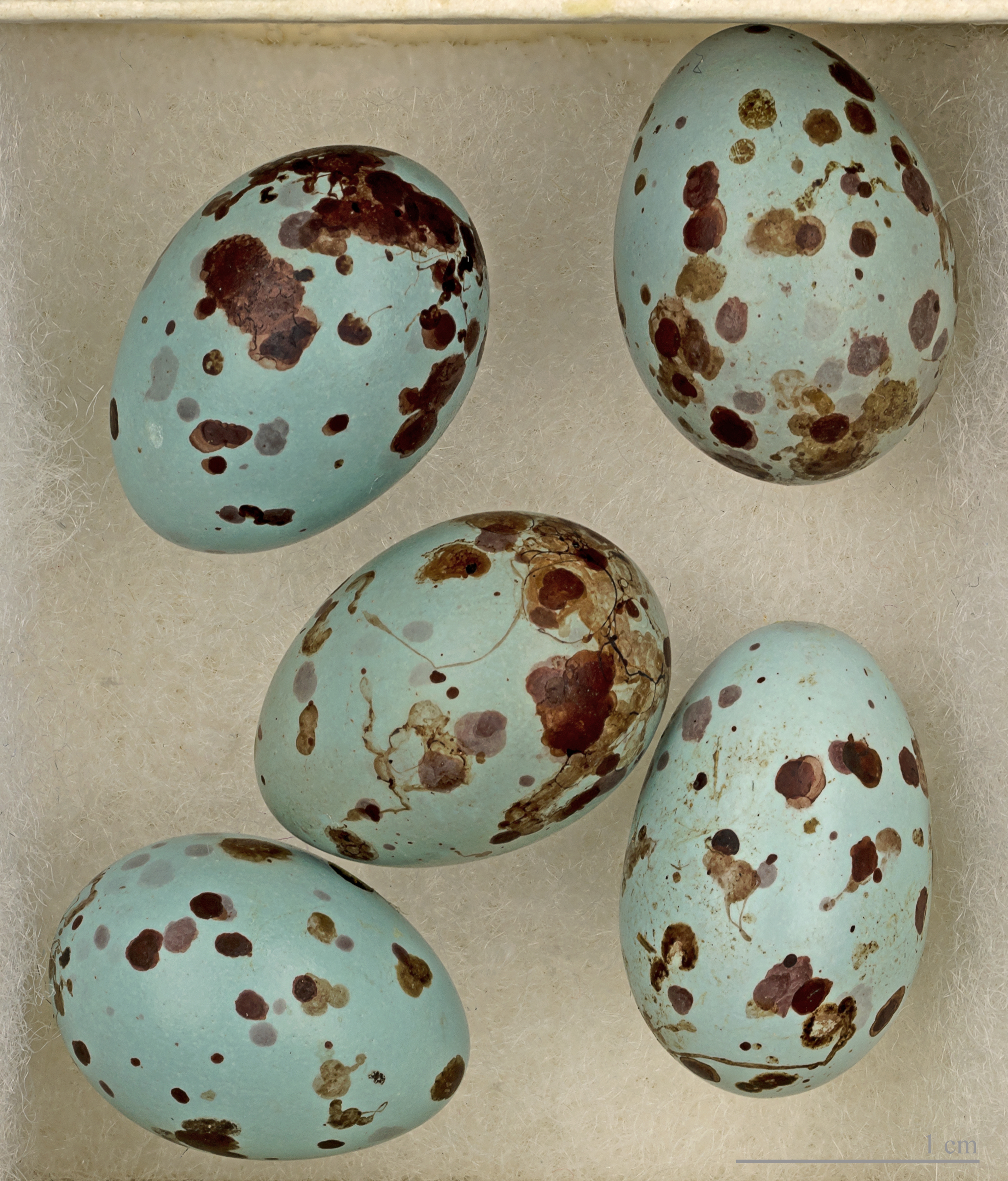
Eieren van de Sao-Toméprinia

De sãotoméprinia (Prinia molleri) is een zangvogel uit de familie Cisticolidae. Deze vogel is genoemd naar zijn ontdekker, de Portugese botanicus Adolpho F. Möller (1842-1920).

## Verspreiding en leefgebied
Deze soort is endemisch op Sao Tomé, een Afrikaans eiland in de Golf van Guinee. 

## Status
De grootte van de populatie is niet gekwantificeerd maar de soort wordt omschreven als zeer algemeen. Op de Rode lijst van de IUCN heeft deze soort de status niet bedreigd.